# متحرك (مسلسل)
متحرك (بالكورية: 무빙) هو مسلسل ويب كوري جنوبي، من بطولة ريو سونغ ريونغ، هان هيو جوو، جو إن سونغ تشا تاي يون، ريو سيونغ بوم، كيم سونغ كيون، غو يون جونغ وكيم دو هون. توفر للعرض على ديزني+ في 9 اغسطس 2023.
في 10 نوفمبر 2024، قال مسؤول في شركة البث لـصحيفة Newsen: "لقد بدأ الكاتب كانغ فول، للتو العمل على سيناريو الموسم الثاني.

## القصة
كيم بونغ-سيوك (لي جونغ-ها)، جانغ هي-سو (جو يون جونغ) ولي جانج هون (كيم دو-هون) يحضرون نفس المدرسة الثانوية. يبدون مثل الطلاب العاديين، لكن لديهم قدرات خاصة ورثوها عن آبائهم. يتمتع كيم بونغ-سيوك بالقدرة على الطيران. بينما تمتلك جانغ هي-سو بقدرات رياضية ممتازة وهي قادرة على التعافي بسرعة من الإصابات، مثل إطلاق النار عليها أو الطعن. يتمتع لي غانغ-هون بقوة وسرعة خارقة. يحاول هؤلاء الطلاب الثلاثة إخفاء قدراتهم الخاصة عن الآخرين، بينما يكافح آباؤهم لحمايتهم من استخدامها من قبل الآخرين. 

## الإنتاج

### صناعة
في أغسطس 2021، هو مسلسل بميزانية انتاج ضخمة، حوالي 50 مليار وون ووصلت مع التسويق والدعايا والمرحلة مع مابعد الانتاج قدرت 65.8 مليار وون، تم انتاجه من قبل فريق Studio&NEW بتعاون مع شركة إم آر رومانسي، وهو مشروع أصلي لمنصة ديزني+. كان بتعاون مع جي تي بي سي إستوديوز. ولكن في فبراير 2022 ، أنسحبت قناة جاي تي بي سي من الإنتاج المشترك بسبب خلافات بين شركة الام لستوديو نيوز "نكست انترتينمنت وورلد" وقناة جي تي بي سي، كما تم استبدال المخرج نوه وان ايل بي بارك إن جي.

### التصوير
بعد الانتهاء من اختيار الطاقم المسلسل في 23 أغسطس، بدأ التصوير في 26 أغسطس.

## الإصدار
ستصدر اول 7 حلقات من المسلسل على ديزني+ يوم 9 اغسطس 2023 ، واصدار باقي الحلقات بحلقتين كل يوم الاربعاء. وسيتم اصدار آخر ثلاث حلقات معا في 20 سبتمبر 2023 بمجموع 20 حلقة.

## الاستقبال
بعد العرض الأول للمسلسل، زاد وقت استخدام ديزني+ في كوريا الجنوبية بنسبة 145%، كما حطم رقماً قياسيا بحوالي 196 مليون دقيقة في الأسبوع الخامس من توفر المسلسل.

## الجوائز والترشيحات
| قائمة الجوائز والترشيحات | قائمة الجوائز والترشيحات                     | قائمة الجوائز والترشيحات              | قائمة الجوائز والترشيحات   | قائمة الجوائز والترشيحات | قائمة الجوائز والترشيحات |
| السنة                    | الجائزة                                      | الفئة                                 | المستلم                    | النتيجة                  | م.                       |
| ------------------------ | -------------------------------------------- | ------------------------------------- | -------------------------- | ------------------------ | ------------------------ |
| 2023                     | جوائز نجم أبان                               | دراما العام                           | متحرك                      | رُشِّح                      | [ 15 ]                   |
| 2023                     | جوائز نجم أبان                               | أفضل مخرج                             | بارك إن جي                 | فوز                      | [ 15 ]                   |
| 2023                     | جوائز نجم أبان                               | أفضل سيناريو                          | كانغ فول                   | رُشِّح                      | [ 15 ]                   |
| 2023                     | جوائز نجم أبان                               | جائزة التميز لأفضل ممثل في مسلسل قصير | ريو سونغ ريونغ             | فوز                      | [ 15 ]                   |
| 2023                     | جوائز نجم أبان                               | أفضل ممثل جديد                        | لي جونغ ها                 | رُشِّح                      | [ 15 ]                   |
| 2023                     | جوائز نجم أبان                               | أفضل ممثلة جديدة                      | جو يون جونغ                | رُشِّح                      | [ 15 ]                   |
| 2023                     | جوائز المحتويات الآسيوية وجوائز OTT العالمية | أفضل إبداع                            | متحرك                      | فوز                      | [ 16 ]                   |
| 2023                     | جوائز المحتويات الآسيوية وجوائز OTT العالمية | أفضل ممثل رئيسي                       | ريو سونغ ريونغ             | فوز                      | [ 16 ]                   |
| 2023                     | جوائز المحتويات الآسيوية وجوائز OTT العالمية | أفضل ممثل جديد                        | لي جونغ ها                 | فوز                      | [ 16 ]                   |
| 2023                     | جوائز المحتويات الآسيوية وجوائز OTT العالمية | أفضل ممثلة جديدة                      | جو يون جونغ                | فوز                      | [ 16 ]                   |
| 2023                     | جوائز المحتويات الآسيوية وجوائز OTT العالمية | أفضل المؤثرات البصرية                 | متحرك                      | فوز                      | [ 16 ]                   |
| 2023                     | جوائز المحتويات الآسيوية وجوائز OTT العالمية | أفضل كاتب                             | كانغ فول                   | فوز                      | [ 16 ]                   |
| 2023                     | جوائز الناقوس الكبرى                         | أفضل مسلسل                            | متحرك                      | فوز                      | [ 17 ] [ 18 ]            |
| 2023                     | جوائز الناقوس الكبرى                         | أفضل مخرج مسلسل                       | بارك إن جي وبارك يون سيو   | رُشِّح                      | [ 17 ] [ 18 ]            |
| 2023                     | جوائز الناقوس الكبرى                         | أفضل ممثل في مسلسل                    | ريو سونغ ريونغ             | رُشِّح                      | [ 17 ] [ 18 ]            |
| 2023                     | جوائز الناقوس الكبرى                         | أفضل ممثلة في مسلسل                   | هان هيو جو                 | فوز                      | [ 17 ] [ 18 ]            |
| 2024                     | جوائز بايكسانغ للفنون                        | الجائزة الكبرى – التلفزيون            | متحرك                      | فوز                      | [ 19 ] [ 20 ]            |
| 2024                     | جوائز بايكسانغ للفنون                        | أفضل دراما                            | متحرك                      | رُشِّح                      | [ 19 ] [ 20 ]            |
| 2024                     | جوائز بايكسانغ للفنون                        | أفضل مخرج                             | بارك إن جي                 | رُشِّح                      | [ 19 ] [ 20 ]            |
| 2024                     | جوائز بايكسانغ للفنون                        | أفضل سيناريو                          | كانغ فول                   | فوز                      | [ 19 ] [ 20 ]            |
| 2024                     | جوائز بايكسانغ للفنون                        | أفضل ممثل                             | ريو سونغ ريونغ             | رُشِّح                      | [ 19 ] [ 20 ]            |
| 2024                     | جوائز بايكسانغ للفنون                        | أفضل ممثل جديد                        | لي جونغ ها                 | فوز                      | [ 19 ] [ 20 ]            |
| 2024                     | جوائز بايكسانغ للفنون                        | أفضل ممثلة جديدة                      | غو يون جونغ                | رُشِّح                      | [ 19 ] [ 20 ]            |
| 2024                     | جوائز بايكسانغ للفنون                        | الجائزة الفنية                        | لي سونغ غيو (مؤثرات بصرية) | رُشِّح                      | [ 19 ] [ 20 ]            |
| 2024                     | جوائز مسلسلات التنين الأزرق                  | اختيار التنين الأزرق (الجائزة الكبرى) | متحرك                      | فوز                      | [ 21 ] [ 22 ]            |
| 2024                     | جوائز مسلسلات التنين الأزرق                  | أفضل دراما                            | متحرك                      | رُشِّح                      | [ 21 ] [ 22 ]            |
| 2024                     | جوائز مسلسلات التنين الأزرق                  | أفضل ممثل                             | ريو سونغ ريونغ             | رُشِّح                      | [ 21 ] [ 22 ]            |
| 2024                     | جوائز مسلسلات التنين الأزرق                  | أفضل ممثلة                            | [هان هيو جو                | رُشِّح                      | [ 21 ] [ 22 ]            |
| 2024                     | جوائز مسلسلات التنين الأزرق                  | أفضل ممثل مساعد                       | كيم سونغ كيون              | رُشِّح                      | [ 21 ] [ 22 ]            |
| 2024                     | جوائز مسلسلات التنين الأزرق                  | أفضل ممثلة مساعدة                     | [كواك سون يونغ             | رُشِّح                      | [ 21 ] [ 22 ]            |
| 2024                     | جوائز مسلسلات التنين الأزرق                  | أفضل ممثل جديد                        | لي جونغ ها                 | فوز                      | [ 21 ] [ 22 ]            |
| 2024                     | جوائز مسلسلات التنين الأزرق                  | أفضل ممثلة جديدة                      | جو يون جونغ                | فوز                      | [ 21 ] [ 22 ]            |
| 2024                     | جوائز اختيار النقاد                          | أفضل مسلسل بلغة أجنبية                | متحرك                      | رُشِّح                      | [ 23 ]                   |
| 2024                     | جوائز سيول الدولية للدراما                   | أفضل مسلسل قصير                       | متحرك                      | رُشِّح                      | [ 24 ] [ 25 ] [ 26 ]     |
| 2024                     | جوائز سيول الدولية للدراما                   | أفضل مخرج                             | بارك إن جي                 | فوز                      | [ 24 ] [ 25 ] [ 26 ]     |
| 2024                     | جوائز سيول الدولية للدراما                   | أفضل سيناريو                          | كانغ فول                   | رُشِّح                      | [ 24 ] [ 25 ] [ 26 ]     |
| 2024                     | جوائز سيول الدولية للدراما                   | دراما كورية متميزة                    | متحرك                      | فوز                      | [ 24 ] [ 25 ] [ 26 ]     |

## روابط خارجية
- متحرك على موقع IMDb (الإنجليزية)
- متحرك على موقع روتن توميتوز (الإنجليزية)
- متحرك على موقع فيلمافينيتي (الإسبانية)
- متحرك على موقع قاعدة بيانات الفيلم (الإنجليزية)
- متحرك على هانسينما